# 박무직
박무직(朴武直, 1973년 1월 29일 ~ )은 대한민국의 남성 만화가이다. 스스로를 지칭하는 별명은 "박 모 씨"이다. 일본에서 사용하는 필명은 "Boichi"이다. 배재대학교 물리학과를 나왔다.

## 작품 활동
고등학교 3학년 때 강경옥의 《라비헴 폴리스》를 보고 순정 만화를 그리기로 결심하고, 데뷔 당시에는 남성 만화가로서는 드물게 순정 만화 잡지에서 활동하였다. 한때는 한국여성만화인협의회에 가입하기도 하였다.
1993년 5월 순정 만화 잡지 《미르》에 《안녕! 캡틴》을 게재하면서 데뷔하였고, 서울문화사의 순정 만화 잡지 《윙크》에 단편들을 발표하였다. 윙크에 단편을 틈틈이 발표하면서 1994년부터 1년 6개월 동안 만화 작법을 설명한 《무일푼 만화교실》을 연재하였는데, 이 작품은 박무직을 유명하게 만들었다. 이후 《윙크》에 여러 만화의 패러디가 뒤섞인 《툰(TOON)》을 연재하였으며, 가수 김현정이 스토리를 쓴 《T. R. Y.(Take off Rush Youth)》의 작화를 맡아 시공사의 순정 만화 잡지 《비쥬》에 연재하였다.
성인 만화로도 영역을 넓혀 만화 전문 웹사이트인 코믹스투데이에 성인 만화 《필링(Feeling)》을 올컬러로 연재하였으나 코믹스투데이 사태로 연재는 단행본 2권에서 중단되었다. 영화 《대한민국 헌법 제1조》를 만화로 그리기도 하였다.
2004년부터는 일본에서도 활동하기 시작하였으며, 2005년 9월 25일에 일본에서 최초의 단행본인 《러버스 인 윈터스(Lovers in Winters)》를 출간하였다. 2005년 8월부터 2006년 1월까지 와니북스(ワニブックス)의 만화 잡지 《코믹 검(コミックガム)》에 《스페이스 셰프 시저(究極宇宙味帝 シーザー)》을 연재하였다. 2006년 4월부터 쇼넨가호샤(少年画報社)의 청년 만화 잡지 《영킹(ヤングキング)》에 《선-켄 락(サンケンロック)》을 연재하고 있다.

## 출신학교
- 배재대학교 물리학과 학사
- 추계예술대학교 대학원 영상문예학과 석사

## 작품 목록

### 대한민국
- 하늘 속 파람 그리고 별
- 블랙 앤 화이트(BLACK & WHITE)
- 툰(TOON)
- 에피소드
- 디아블로 메타트론(DIABLO METATRON)
- 필링(Feeling)
- 수리수리 맛소금
- T. R. Y.(Take off Rush Youth)
- 대한민국 헌법 제1조
- 영화를 믿지 마세요

### 일본
- 러버스 인 윈터스(Lovers in Winters)
- 스페이스 셰프 시저(スペースシェフシーザー　구제목:究極宇宙味帝シーザー)
- 선-켄 락(サンケンロック)
- 호텔(HOTEL)
- 라키아(ラキア)-작화
- H･E The HUNT For ENERGY
- Wallman
- 테라포마스 외전 아시모프-작화
- 닥터 스톤(Dr. Stone)-작화
- 오리진 -ORIGIN-